# ミヤマシロチョウ
ミヤマシロチョウ（深山白蝶、学名：Aporia hippia japonica Matsumura）は、チョウ目（鱗翅目）アゲハチョウ上科シロチョウ科に分類されるチョウの1種。1901年に諏訪清陵高等学校の初代校長である千野光茂が八ヶ岳で発見した。

## 概要
翅は白色で外縁と翅脈が黒く、後翅の裏面の基部に黄色斑を持つ。
東アジアの特産種で、日本では本州中部亜高山帯の、標高1,400～2,000mの範囲のみに分布する。生息地は南アルプス、八ヶ岳、浅間山系などであり、北アルプスではすでに絶滅した。生息地の開発などによる環境の変化、食樹の衰退などで個体数を急激に減らしており、生息地でもごく限られた区域で見られるのみで、絶滅が危惧されている。
幼虫は食草の上に巣を作る。幼虫の食草はメギ科のヒロハノヘビノボラズ、メギなど。3～4齢幼虫で越冬し、成虫は年1回、7月上旬から8月上旬にかけて出現する。成虫の寿命は10日程度。
アザミ類、クガイソウなど、特に紫色の花を好んで吸蜜し、雄はしばしば湿地や水辺で集団となって吸水している光景を見ることも多い。

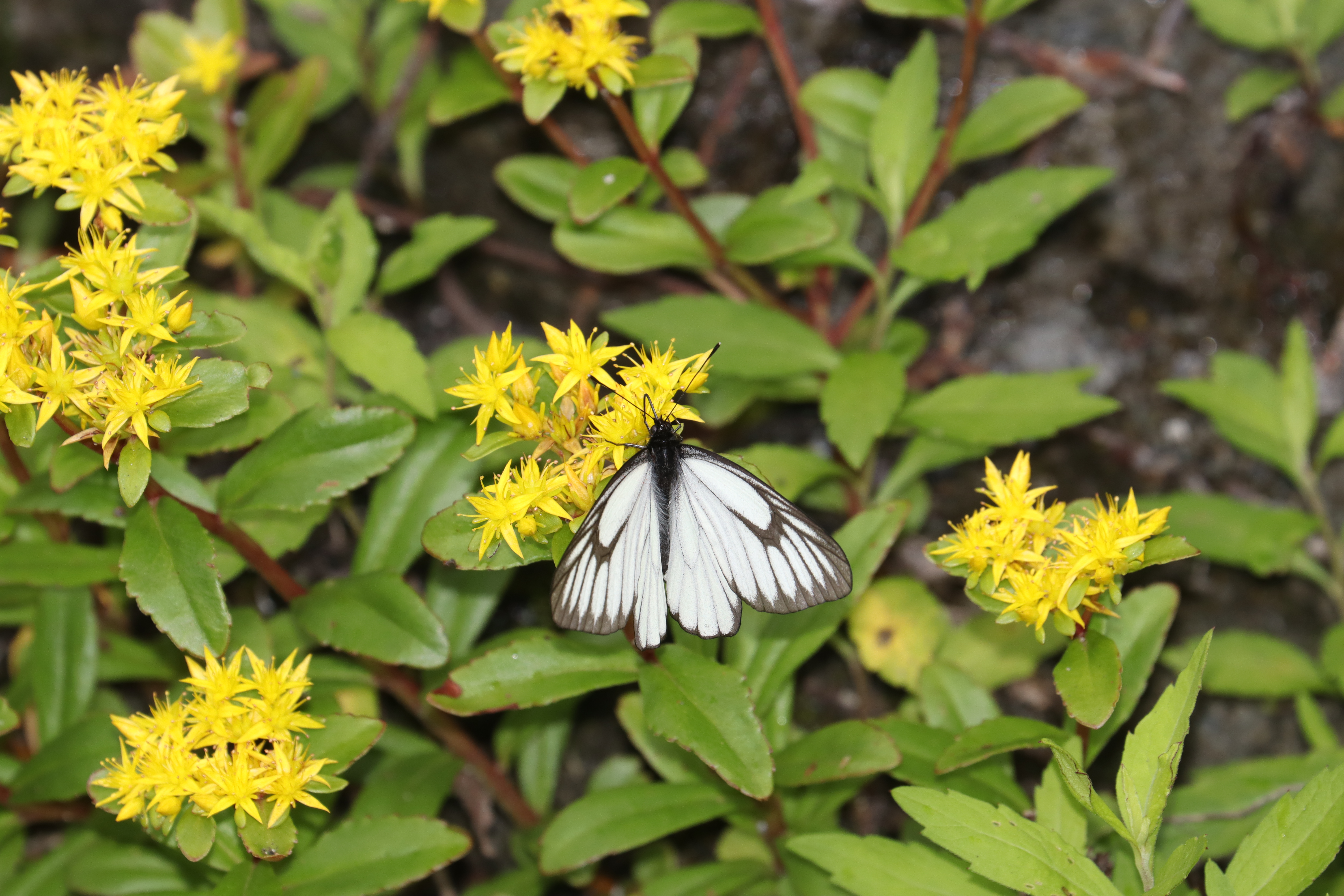
キリンソウの花の蜜を吸うミヤマシロチョウ

## 分布
中国大陸、チベット、ロシア極東地域、日本に分布する。
日本では群馬県、長野県、山梨県、静岡県の高山帯に分布する。

## 保全状況評価
絶滅危惧IB類 (EN)（環境省レッドリスト）
長野県と群馬県では、本種を天然記念物に指定している。
長野県茅野市の保護団体「茅野ミヤマシロチョウの会」によると、2016年の八ヶ岳での調査では越冬巣も成虫も確認できなかったという。同会会長は2010年頃の雨氷で急減したのが要因だと推測している。